# I bari (Mahon)
I bari è un dipinto a olio su tela di 94,2× 130,9 cm realizzato nel 1595 e attribuito soltanto nel 2007 a Caravaggio.
L'omonima, famosa tela che si trova al Kimbell Art Museum di Fort Worth (Texas) sarebbe, secondo molti studiosi, una replica di questo dipinto.
Appartenuto al collezionista e storico d'arte Denis Mahon, è attualmente conservato presso l'Ashmolean Museum di Oxford, nel Regno Unito.

## Storia
Nel 1796 l'opera fu acquistata dal collezionista inglese Christopher Norton.
Nel dicembre 2006 fu venduta al prezzo di 50.000 sterline in un'asta di Sotheby’s a Londra al critico d'arte Sir Denis Mahon.
Mahon voleva da subito concedere l'opera in deposito permanente all'Ashmolean Museum, che però avrebbe accettato di esporla solo a patto di scrivere sul cartellino "attribuita a". Mahon, contrariato, decise quindi di esporla nella Pinacoteca Civica di Cento, città a cui lo storico britannico era molto legato, quindi a Forlì e a Trapani.
L'autografia è stata riconosciuta da importanti studiosi caravaggeschi, tra cui Mina Gregori, Daniele Benati, Antonio Paolucci e Maurizio Marini. D'altra parte, studi anche recenti riguardanti inventari e collezioni d'arte del Seicento, hanno dimostrato che effettivamente Caravaggio replicò alcune sue opere "per vendere", come riportato anche da Giulio Mancini (biografo del Merisi).
Invece, secondo lo studioso d'arte austriaco Sebastian Schütze la qualità dell'esecuzione suggerirebbe che il dipinto di Oxford sia una copia.
Per quanto riguarda la datazione, gli studiosi convergono sul 1595, data dell'ingresso del pittore nella residenza (oggi Palazzo Madama) del cardinale Francesco Maria Del Monte, il primo mecenate romano del pittore. Secondo questa ricostruzione, il cardinale, dopo aver visto il quadro affisso per strada, ne chiese una copia al Caravaggio. Il dipinto di Oxford sarebbe quindi la prima versione de I bari di Fort Worth (opinione peraltro sostenuta dallo stesso Mahon). Ciò stante, sorgono problemi di datazione di quest'ultima opera, finora considerata del 1594.

## Descrizione
La scena rappresenta una partita a carte in cui un giovane, dall'apparenza candida, viene truffato da due bari: probabilmente un autobiografico monito contro i pericoli delle taverne e del gioco d'azzardo.
Per questo soggetto è stata pure avanzata una lettura allegorica: il gioco sconfina nel peccato, nell'eresia dei vizi capitali.
Altri hanno voluto rintracciare un riferimento nascosto all'evangelica Parabola del figliol prodigo.

### Versioni a confronto
Mina Gregori fa notare che "la scena è ripresa come da un grandangolo con distorsioni in primo piano, e con molto spazio in più sopra le teste, mentre nel quadro di Fort Worth è tagliata all'altezza della piuma del baro più alto, con un andamento dal basso verso l'alto". Secondo la studiosa, sarebbe stata proprio la novità prospettica ad attirare l'attenzione del cardinale Del Monte sullo sconosciuto Caravaggio al punto da dargli il luogo onorato in casa fra i suoi gentiluomini e a commissionargli una replica (il quadro di Fort Worth).
Altre diversità si notano nella variazione dei tratti fisiognomici dei due bari, soprattutto nello sguardo del baro più anziano, che nella tela di Fort Worth - a causa degli occhi sbarrati - appare più sorpreso e preoccupato. 

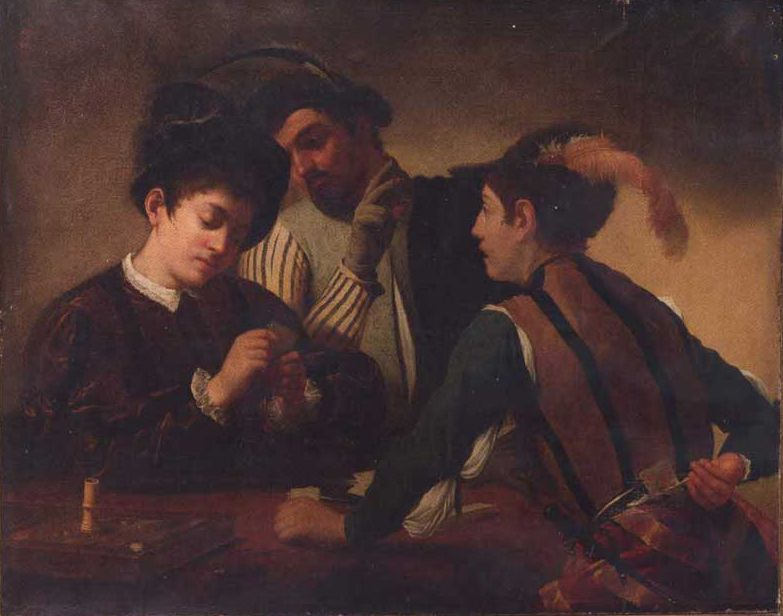
I bari (Mahon), 15??, Oxford, Ashmolean Museum,

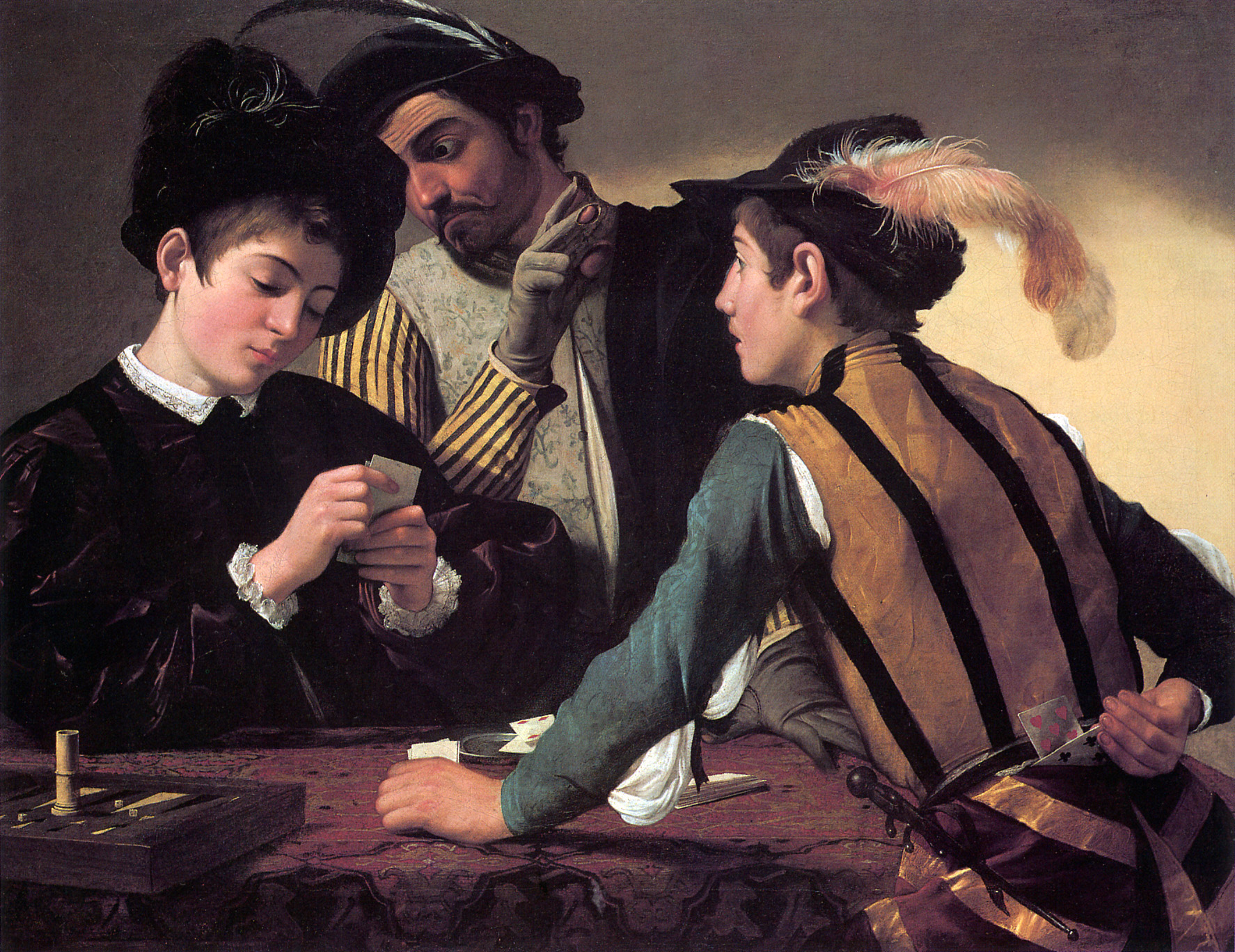
I bari, 1594, Fort Worth, Kimbell Art Museum